# Eberraute

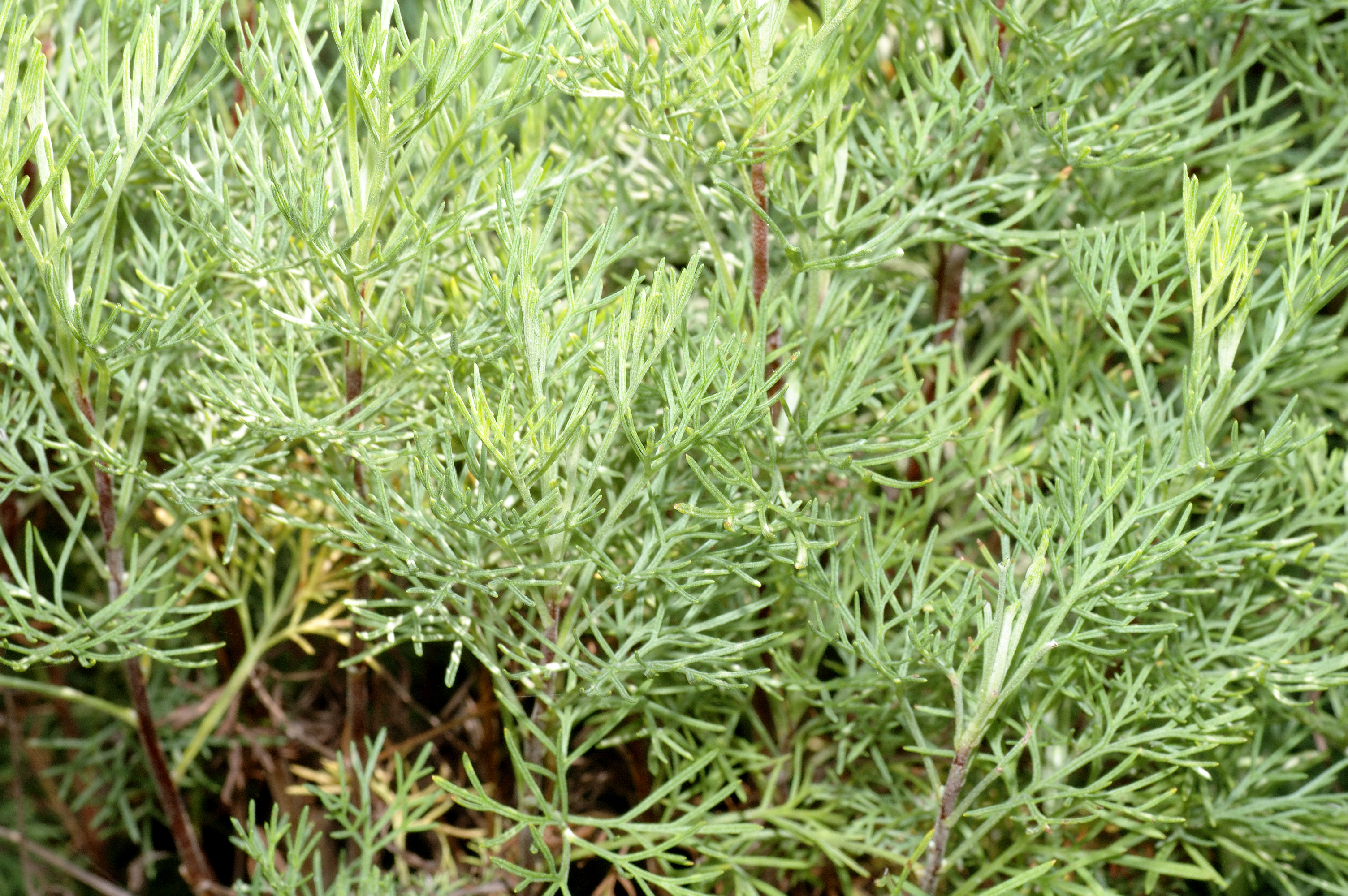
Sprosse der Eberraute

Die Eberraute (Artemisia abrotanum), genannt auch Stabwurz, ist eine Pflanzenart aus der Gattung Artemisia in der Familie der Korbblütler (Asteraceae). Sie wird als Heil- und Gewürzpflanze verwendet.
In jüngerer Zeit wird die Eberraute aufgrund ihres typischen Geruches und Geschmacks nach Cola auch Cola-Kraut genannt.

## Beschreibung

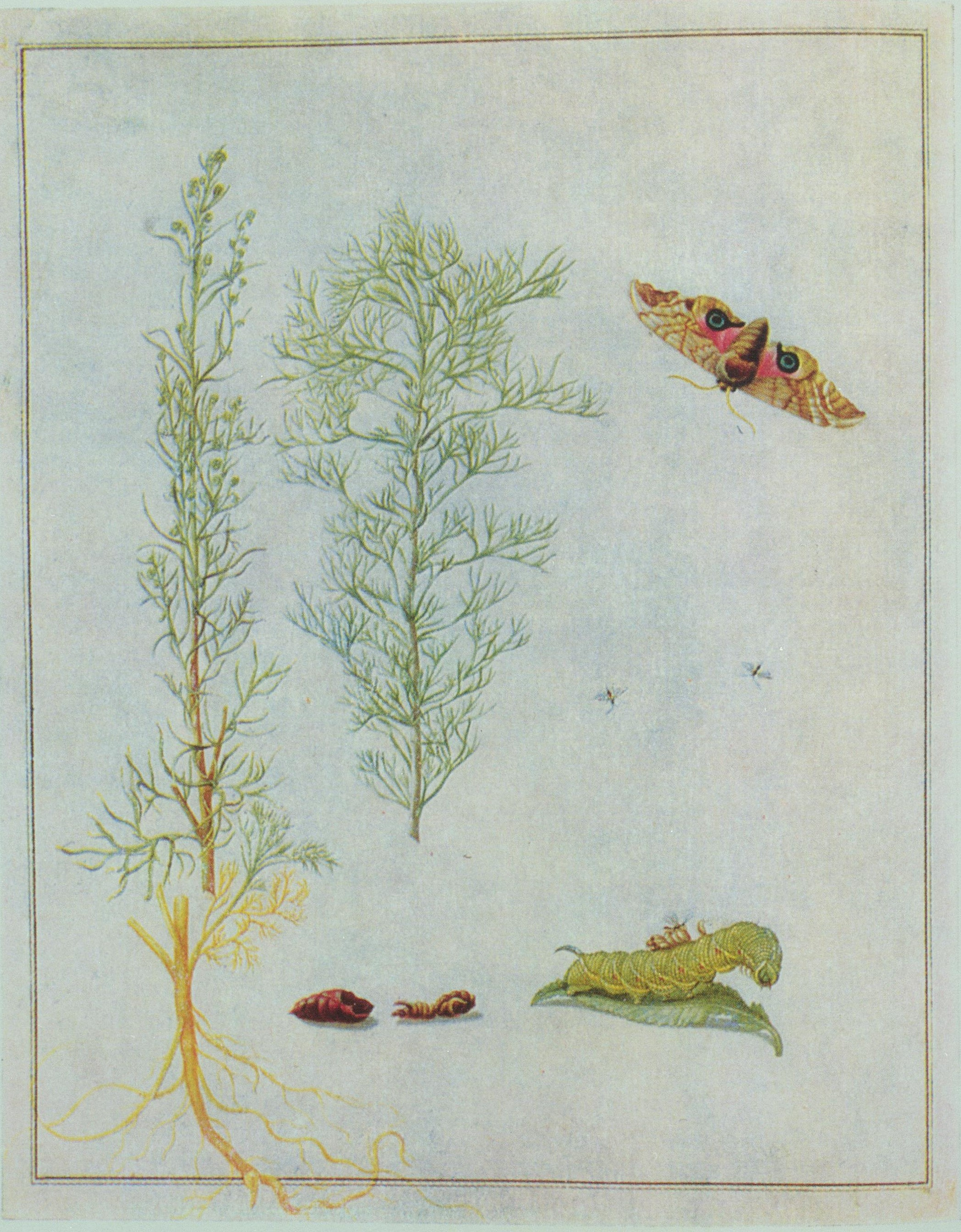
Eberraute, gezeichnet von Maria Sibylla Merian

### Erscheinungsbild und Laubblatt
Die Eberraute wächst als Halbstrauch oder ausdauernde krautige Pflanze und erreicht Wuchshöhen von meist 50 bis 130, selten bis zu 170 Zentimeter. Sie ist aromatisch duftend. Die Wurzeln sind dick und verholzen. Jede Pflanze bildet relativ viele aufrechte, verzweigte Stängel, die an ihrer Basis verholzen können und braun, kahl oder spärlich behaart sind.
Die wechselständig angeordneten Laubblätter sind gestielt. Die bei einer Länge von (2 bis) meist 3 bis 6 Zentimeter und einer Breite von 0,2 bis 1,5 Millimeter im Umriss breit eiförmige Blattspreite ist zwei- bis dreifach fiederteilig. Die Blattabschnitte sind linealisch bis fadenförmig. Die Blattoberseite ist kahl und die Blattunterseite ist spärlich behaart.

### Blütenstand, Blüte und Frucht
Die Blütezeit reicht vom Juli bis Oktober. Bei einer Länge von 10 bis 30 Zentimetern und einem Durchmesser von 2 bis 10 Zentimetern weit verzweigten Gesamtblütenständen sind zahlreiche, nickende, relativ kleine körbchenförmige Teilblütenstände in Trauben angeordnet. Die eiförmige Körbchenhülle (Involucrum) enthält viele, dachziegelartig angeordnete, angedrückte und spärlich behaarte, länglich-elliptische Hüllblätter. Die äußeren Hüllblätter sind länglich-lanzettlich und spitz; die inneren Hüllblätter sind verkehrt eiförmig, stumpf und breit hautrandig. Der flache Körbchenboden besitzt keine Spreublätter.
Die Blüten sind alle röhrig. Die 14 bis 16 (selten bis zu 20) in der Mitte stehenden Blüten sind zwittrig und die meist vier bis acht (selten bis zu 15) randständigen weiblich. Die drüsigen, gelben Kronblätter sind zu einer 0,5 bis 1 Millimeter langen Röhre verwachsen.
Die kahlen und oft hellbraunen Achänen sind bei einer Länge von 0,5 bis 1 Millimeter ellipsoid, zwei- bis fünfkantig sowie schwach gerippt.

### Chromosomenzahl
Die Chromosomenzahl beträgt 2n = 18.

### Inhaltsstoffe
Die Eberraute enthält 0,18 bis 1,4 % ätherisches Öl, 2 bis 3 % Abrotanin sowie Bitterstoffe.
Je nach chemischer Rasse und Standort ist der Hauptbestandteil entweder 1,8-Cineol (bis zu 60 %) oder Thujon (bis zu 70 %). Weitere Inhaltsstoffe sind Fenchene, Sabinen, Borneol, p-Cumen, α- und β-Caryophyllene. Eberrautenöl enthält die heterocyclischen Sesquiterpene Davanol, Davanon und Hydroxydavanon. Nichtflüchtige Inhaltsstoffe sind das Alkaloid Abrotin, Cumarine (Isofraxidin, Umbelliferon), Flavonglycoside (Rutin) und freie Flavonolether (verschiedene Dimethylether des Quercetins). Den bitteren Geschmack verursachen Sesquiterpenlactone (Absinthin) und das Glycosid Rutin.

## Verbreitung
Vermutlich aus Vorderasien stammend, fand die Eberraute in vielen Klostergärten des Mittelalters ihren Platz. Ihre ursprüngliche Heimat reicht von Albanien, Bosnien und Herzegowina sowie Kroatien bis zum südlichen europäischen Teil Russlands sowie der Ukraine bis zur Türkei, Armenien und zum Kaukasusvorland. Sie wird weitverbreitet angebaut. Die Eberraute ist in vielen Gebieten verwildert.
Die Eberraute kommt in den österreichischen Bundesländern Burgenland, Niederösterreich, Wien und Kärnten sowie in der italienischen Provinz Südtirol unbeständig und selten nur in verwilderten Beständen vor.
Die ökologischen Zeigerwerte nach Landolt et al. 2010 sind in der Schweiz: Feuchtezahl F = 3+ (feucht), Lichtzahl L = 4 (hell), Reaktionszahl R = 3 (schwach sauer bis neutral), Temperaturzahl T = 5 (sehr warm-kollin), Nährstoffzahl N = 3 (mäßig nährstoffarm bis mäßig nährstoffreich), Kontinentalitätszahl K = 4 (subkontinental), Salztoleranz = 1 (tolerant).

## Verwendung
Die Pflanze wurde bereits in der Antike medizinisch verwendet. Sie scheint in Deutschland ab dem 9. und 10. Jahrhundert kultiviert worden zu sein. Das Capitulare de villis vel curtis imperii und andere Garteninventare sowie Arzneibücher und Kräuterbücher (etwa das Circa instans) nennen sie lateinisch Abrotanum. Der Abt Walahfrid Strabo meinte im 9. Jahrhundert, sie besitze so viele Vorzüge wie Blätter. Beispielsweise nutzte man sie, um Fliegen und Parasiten zu vertreiben (Repellent). Die früher auch Garten-Stabwurz genannte Pflanze erlangt als Zierpflanze in „Trockengärten“, „Steingärten“, „Steppengärten“ oder „Schottergärten“ wieder Popularität, da sie trockenheitstolerant ist.

### Eberraute in der Küche als Gewürz
Standortabhängig haben die Pflanzen unter Umständen einen sehr hohen Gehalt an neurotoxischem Thujon. Eberraute ist heute keine gebräuchliche Gewürzpflanze mehr. Es gibt zwei Kulturtypen: Eine mit aufdringlichem Zitronengeruch („Zitroneneberraute“) und eine neuere, die noch strenger riecht („Kampfereberraute“, „Kampferraute“). Wegen ihres intensiven und bitteren Geschmackes muss sie sorgfältig dosiert werden. Als Würzkraut ist die Eberraute hauptsächlich zum Verfeinern fetten Fleisches geeignet. Die Bitterstoffe entfalten hierbei eine appetit- und verdauungsfördernde Wirkung. Bisweilen wird sie auch zartem Fleisch zugesetzt. Ähnlich wie Petersilie kann sie in ein Bouquet garni integriert werden.

### Eberraute im Getränk
Durch ihren Geruch, der an Cola erinnert, wurde die Eberraute auch als Zutat für Getränke entdeckt. Meist wird daraus in Kombination mit Zucker ein heller Sirup gemacht, der sich in Geruch und Geschmack an Cola anlehnt.

### Eberraute in der Heilkunde
Gerhard Madaus zufolge nutzten die meisten Autoren das Kraut oder die obersten Triebe, einige auch die Samen. Bei Hippokrates reinigt die Pflanze den Uterus, beschleunigt Geburten und hilft bei Lungenentzündung. Columella nennt sie bei Leibschmerzen der Tiere, Plinius der Ältere als Bestandteil von Wundsalben, Scribonius Largus mit Wein bei Aconitvergiftung und Brustbeklemmung, Dioskurides bei Atemnot, inneren Brüchen, Krämpfen, Hüftweh, als Diuretikum, Emmenagogum und Antidot. Das Mittelalter nutzte Abrotanum wie im Altertum etwa bei Atemnot, Gelbsucht, Mutterleiden und Wunden. Hildegard von Bingen erwähnt es in einem Rezept für Magenwein. Paracelsus’ Indikationen sind laut Madaus Nervenschmerz, Spasmus, Gliederschwäche, Asthma, Husten, Hüftweh, vaginale Ulcera, Spulwürmer, als Diuretikum und Emmenagogum. Das finde sich auch in Lonicerus‘ Kreuterbuch (1564) wieder, der das Kraut mit Sellerie bei Harnsteinen, äußerlich bei Eiterbeulen, mit Rettichöl bei Haarausfall und bei Fieber empfiehlt. Matthiolus‘ New-Kreuterbuch (1626) nennt Stabwurz bei Asthma, Harnverhalt, Harnwinden und Hüftweh. Heckers Praktische Arzneimittellehre (1814) vergleicht es mit der Wirkung von Kamille, Osianders Volksarzneymittel (1829) nennt es bei Menstruationskolik. Madaus zufolge nutzt man Abrotanum bei Tuberkulose auch des Darmes, Lungen- und Bauchwasser mit Kachexie, Anämie, Magengeschwür, Rheuma, Gicht, Frostbeulen, Elephantiasis, volksheilkundlich auch etwa äußerlich mit Bier gekocht gegen Schuppen. Die Homöopathie kennt Abrotanum bei Nabelabsonderungen von Neugeborenen oder bei Durchfall, der mit Magenweh, Hämorrhoiden, Rheuma abwechselt, mit Abmagerung trotz Heißhunger. Gemäß Jacobus Tabernaemontanus 1625, 1588, half Eberraute – von ihm „Stabwurz“ genannt – gegen „das Keichen und Hertzgesperr“ und „tödtet und treibet auss die Würm von alten Menschen und jungen Kindern“, wenn es „gepülvert und mit Milch oder Honig eingenommen“ wird. Nach Nicholas Culpeper (The English Physitian Enlarged) war Eberraute auch ein wunderbares Mittel gegen männliche Glatzen: „Die Asche der Eberraute wird mit altem Salatöl vermischt und hilft denjenigen, denen das Haar ausgefallen ist und die kahl sind, dass das Haar wieder wächst, entweder auf dem Kopf oder am Bart.“ Medizinische Wirkung wurde bei nervösen Magenbeschwerden festgestellt. Auch eine appetitanregende Wirkung hat sich bestätigt.

## Eberraute im Aberglauben
Die volkstümliche Bezeichnung für Eberraute ist im Englischen „maiden’s ruin“ („Jungfernverderb“, im Deutschen auch „Jungfernleid“), was auf die ihr nachgesagte Wirkung als Aphrodisiakum anspielt.
Wer die Liebe eines Mädchens gewinnen wollte, musste ihr unbemerkt einige Eberrautenzweige unter das Schürzenband stecken. Weil die Liebe aber nur angezaubert war, hält sie nur einige Jahre, um dann ins Gegenteil umzuschlagen. Vielleicht heißt die Pflanze deswegen auch im Englischen Kiss-me-quick-and-go.
Wer sonntags befürchtete, während der Kirchenpredigt einzuschlafen, sollte einige Zweige der Eberraute mit sich tragen, denn ihr Duft hält während der längsten Predigt munter.

## Taxonomie
Die Erstveröffentlichung dieser Art erfolgte 1753 unter dem Namen Artemisia abrotanum durch Carl von Linné in Species Plantarum, Band 2, S. 845. Ein Homonym ist Artemisia abrotanum Thunb. Es wurde 1784 in Carl Peter Thunberg: Flora Japonica, ... S. 309, veröffentlicht. Carl Ludwig Willdenow veröffentlichte diese Art 1818 erneut unter dem Namen Artemisia procera in Species Plantarum. Editio Quarta. Berolini, Band 3, Auflage 3. Da der zuerst veröffentlichte Name Priorität hat, sind diese Namen Synonyme. Weitere Synonyme sind Artemisia elatior Klokov, Artemisia herbacea Willd., Artemisia paniculata Lam. und Artemisia proceriformis Krasch.

## Etymologie
Der deutsche Trivialname Eberraute soll keine Verwandtschaft mit der Raute nahelegen, auch mit einem Eber hat diese Pflanzenart nichts zu tun; „Eberraute“ ist möglicherweise lediglich eine Verballhornung des lateinisch-thrakischen abrotanum, das im Griechischen als habrótanon anzusetzen wäre.
Wahrscheinlich volketymologisch leitet sich der Trivialname Eberraute, die mittelhochdeutsch auch ebereiz hieß, wie bei der Eberesche vom altdeutschen „Aber“ ab, im Sinne von „falscher Raute“.
Sie wird auch Stabwurz, Eberreis, Gartheil oder Pastorenkraut genannt. Weitere Bezeichnungen: neuhochdeutsch Eberreis, Abraute bzw. Aberraute, Zarter Beifuß; lateinisch abrotanum masculinum (im Gegensatz zum weiblichen abrotanum femininum, worunter wahrscheinlich das „Beifußbäumchen“ Artemisia arborescens L. zu verstehen war).
Im deutschsprachigen Raum werden oder wurden für diese Pflanzenart, zum Teil nur regional, auch folgende weitere Trivialnamen verwendet: Abereis, Abergans (plattdeutsch), Aberon, Aberzwurz (mittelhochdeutsch), Abrand, Abraut (Tirol), Abrauten, Abriza (mittelhochdeutsch), Abruten, Abschlag, Aeberraute, Aeberreiss (Thüringen), Aebri (mittelhochdeutsch), Affrude (Hamburg), Affrutsch, Alprausch (mittelhochdeutsch), Alpraute, Alprute (mittelhochdeutsch), Ambrund (Ostfriesland), Anruten (Österreich), Aue, Aufrutsch, Averonde, Avered (mittelniederdeutsch), Averitze (mittelniederdeutsch), Averöde (mittelniederdeutsch), Averute (mittelniederdeutsch), Awetze (Hessen bei Fritzlar), Barthün (Wasungen), Barthuhn, Besenkraut, Colakraut, Ebberwurz (mittelhochdeutsch), Eberreis (Württemberg, Wetterau), Ebereiss (mittelhochdeutsch), Ebereize (mittelhochdeutsch), Eberich (mittelhochdeutsch), Eberroth (Rendsburger Apotheke), Eberwurz (mittelniederdeutsch und mittelhochdeutsch), Ebreiss, Ebrist, Ebritten, Elfrad, Everik (mittelniederdeutsch), Evritte (mittelniederdeutsch), Everitte (mittelniederdeutsch), Everrude (Hamburg, mittelniederdeutsch), Everwort (mittelniederdeutsch), Evritte (mittelhochdeutsch), Ganferkraut, Gandago (althochdeutsch), Gartenhain (Hessen), Gartenhan (Hessen, Henneberg), Gartenheil, Garthade (mittelhochdeutsch), Garthagen, Garthaglen (mittelhochdeutsch), Gartham (mittelhochdeutsch), Garthan, Garthayen (mittelhochdeutsch), Gartheil (Schlesien), Garthrim, Gartwurz, Gentwurz, Gertel (bereits 1478 erwähnt), Gertelkraut, Gertwurz, Girtwurz, Gürtelen (Schwaben), Gürtelkraut (Memmingen), Gurtel (bereits 1482 erwähnt), Herrgotthölzel (Österreich), Hofrun (Bremen), Iverunt (mittelhochdeutsch), Kampferkraut (Schweiz), Kindelkraut, Küttelkraut, Kutelkraut, Kuttelkraut, Pustreifk (Pommern), Queritte, Sabwurz (mittelhochdeutsch), Schabwurz (mittelhochdeutsch), Schabawurz (mittelhochdeutsch, im Sinne von Stabwurz), Rülich (mittelhochdeutsch), Schlosswurz (Basel), Schosswurz, Schuchwurz (mittelhochdeutsch), Schweizerthen (Bern), Schwertzwurz (mittelhochdeutsch), Stabwurzenkraut (Schweiz), Stabwurz (althochdeutsch), Staffwurz, Stagewurz, Stallwurz, Staubwurz (mittelhochdeutsch), Stavenwort (mittelniederdeutsch), Stavewurz, Staworzel, Ziegenbart (Henneberg) und Zitronenkraut (Schweiz, Thüringen).

## Geschichte
Dioscorides und Plinius erwähnten zwei Arten von abrotanon (habrotanum), eine männliche und eine weibliche Art. Von späteren Botanikern wurde die männliche Art als Eberraute gedeutet.
Aus denselben Quellen schöpfend empfahlen beide insbesondere den Samen von abrotanum zur Behandlung von Atemnot, von inneren Krämpfen, von Ischiasbeschwerden, von Harnverhalten und vom Ausbleiben der Monatsblutung zu verwenden. In Wein aufgelöst sollte das abrotanon als Gegengift wirksam sein und mit Öl zu einer Salbe zubereitet bei Frostschauern heilsam sein. Als Lagerstreu und Auflage verwendet sollte es giftige Tiere, insbesondere Schlangen, abhalten. Im Schema der Säftelehre ordnete Galen das abrotanum als heiß und trocken im dritten Grad ein.

### Historische Abbildungen

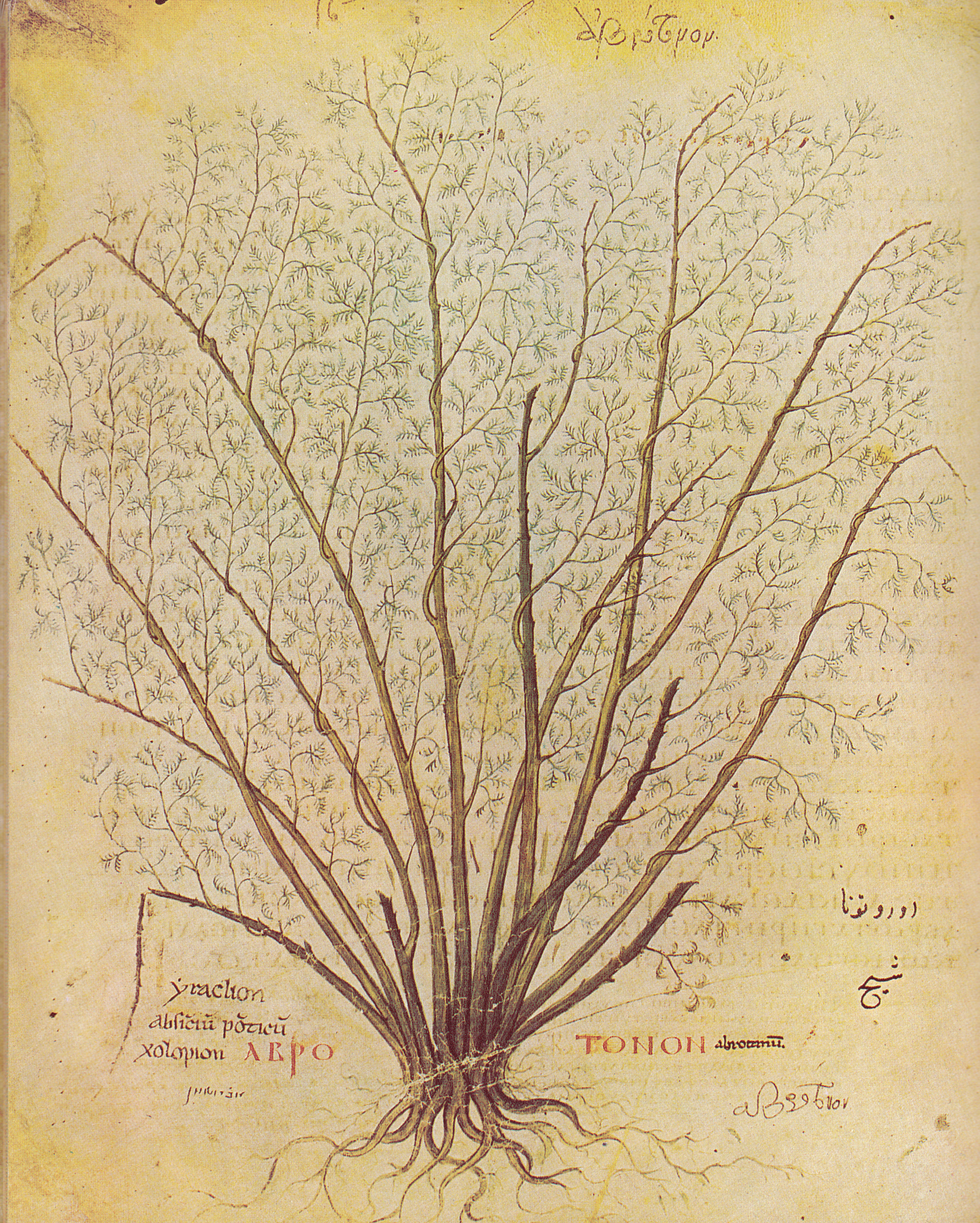
Wiener Dioskurides 6. Jahrhundert
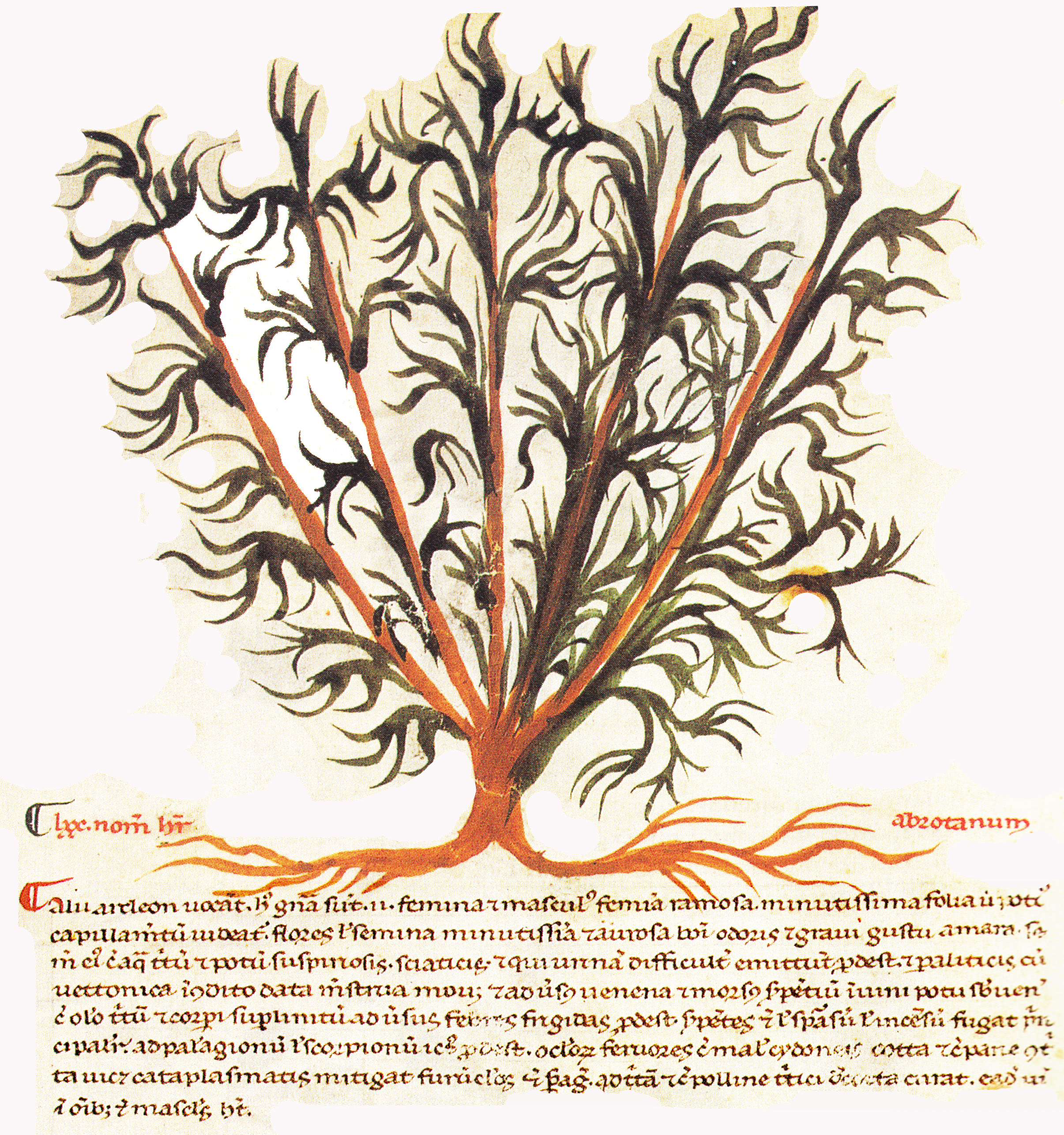
Pseudo-Dioskurides de herbis femininis 6. Jahrhundert
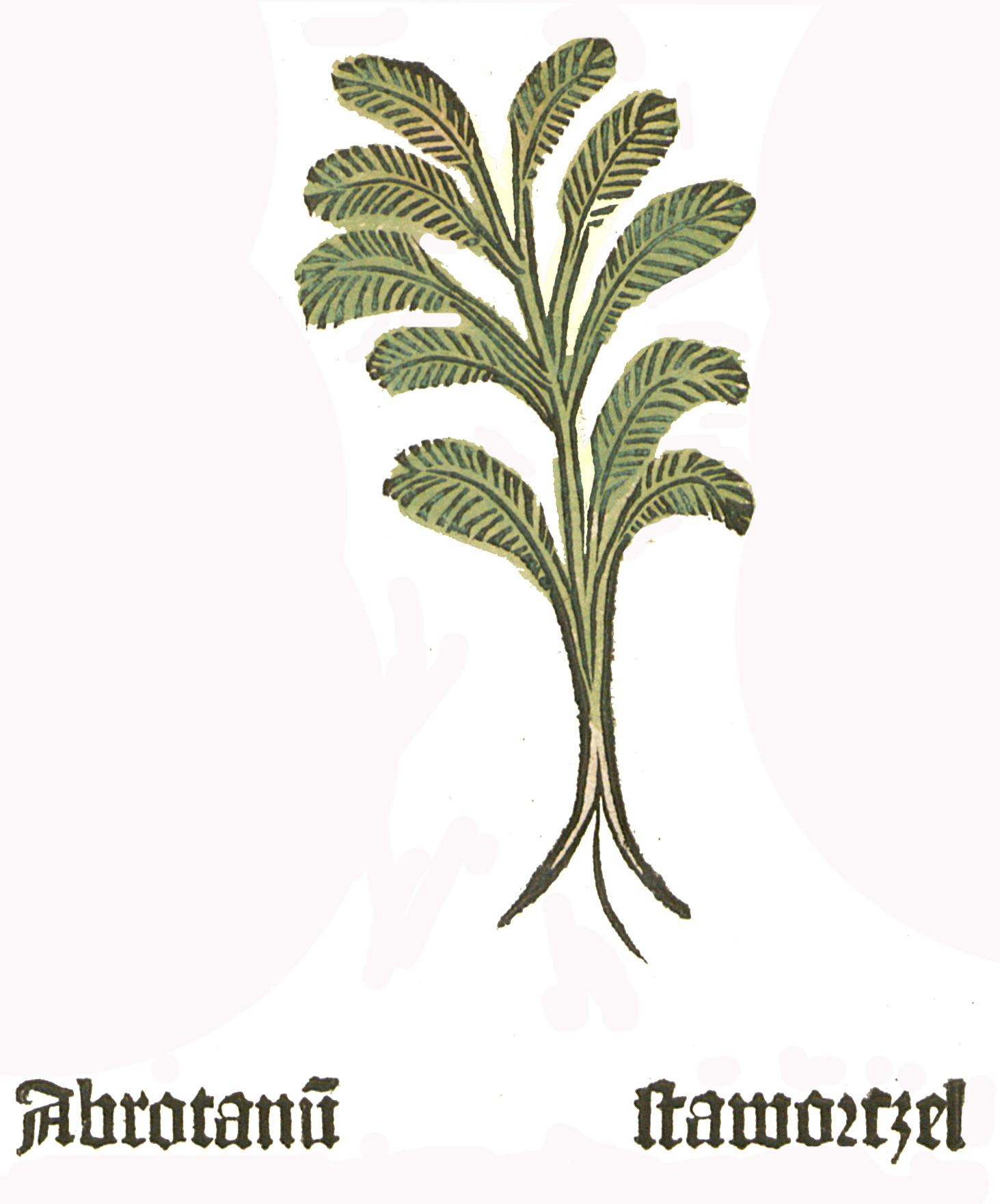
Herbarius Moguntinus 1484
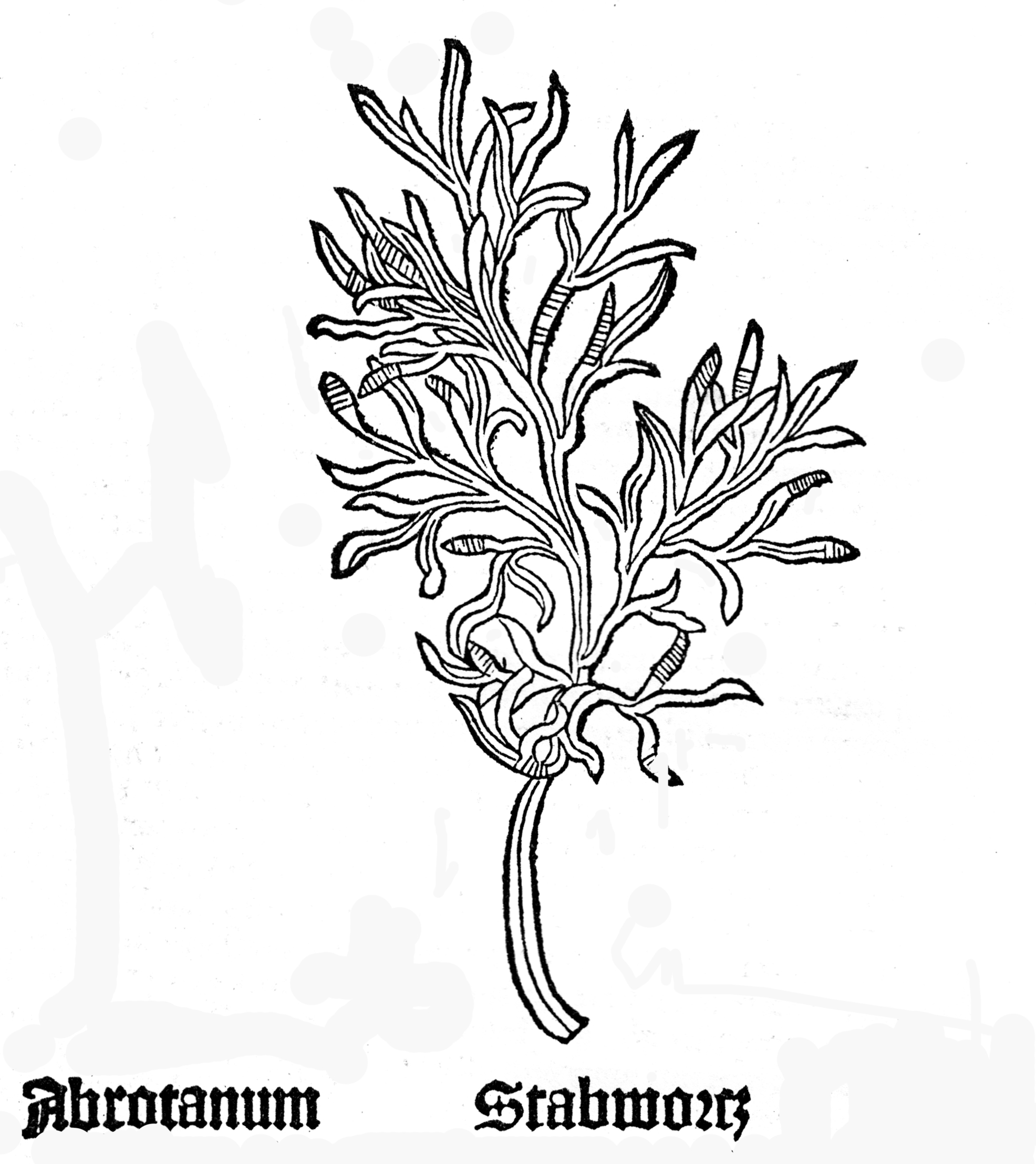
Gart der Gesundheit 1485
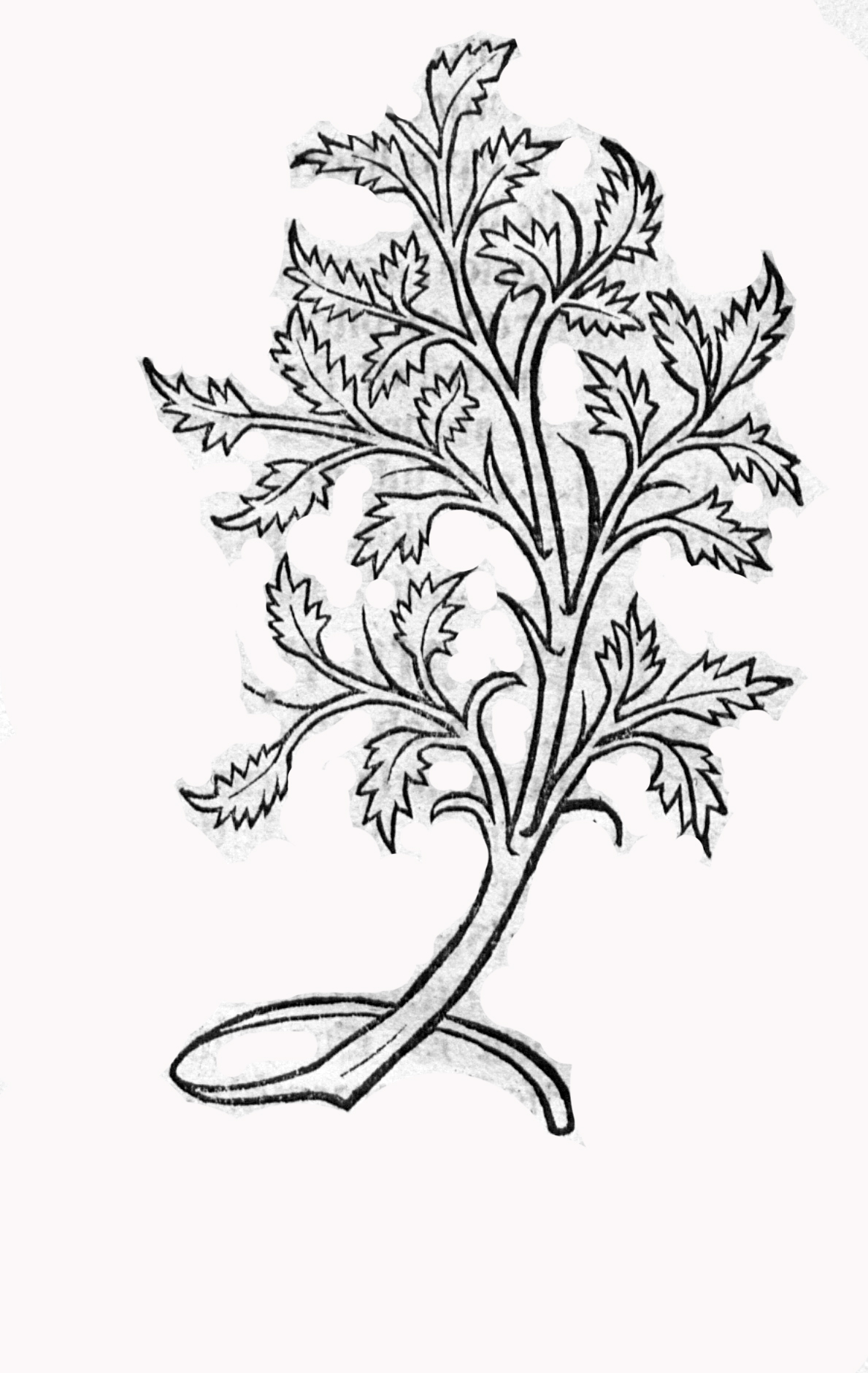
Hortus sanitatis 1491
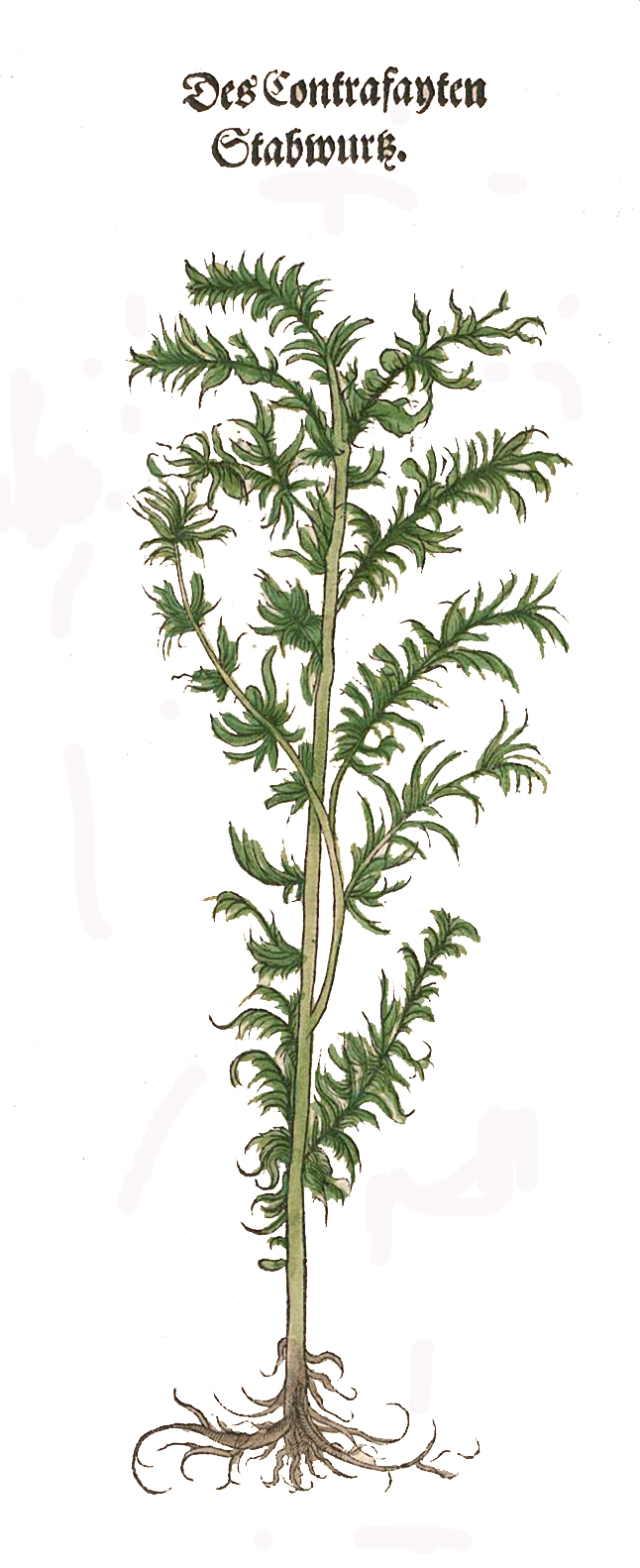
Otto Brunfels 1537
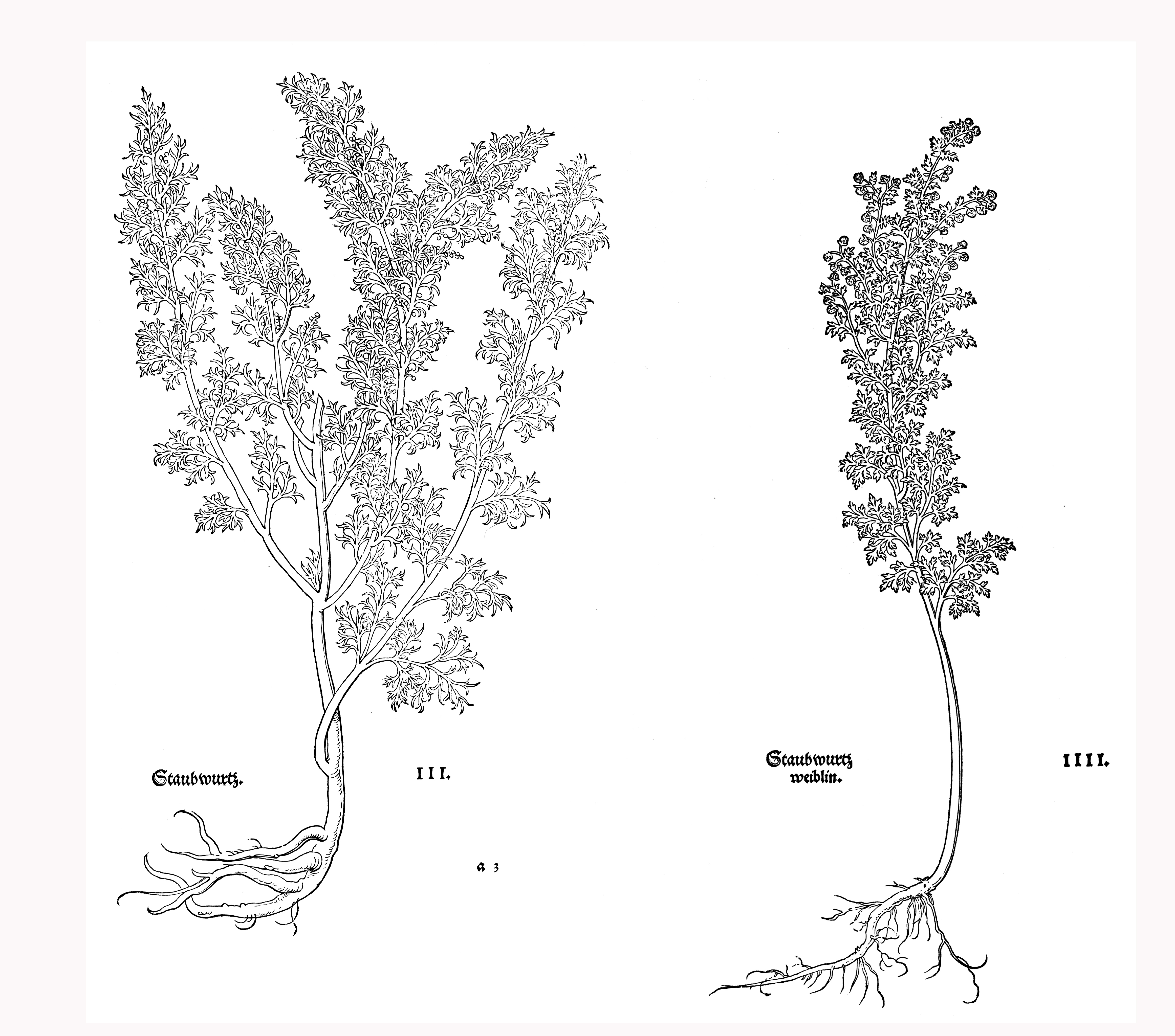
Leonhart Fuchs 1543. Links: Artemisia abrotanum. Rechts: Artemisia pontica.
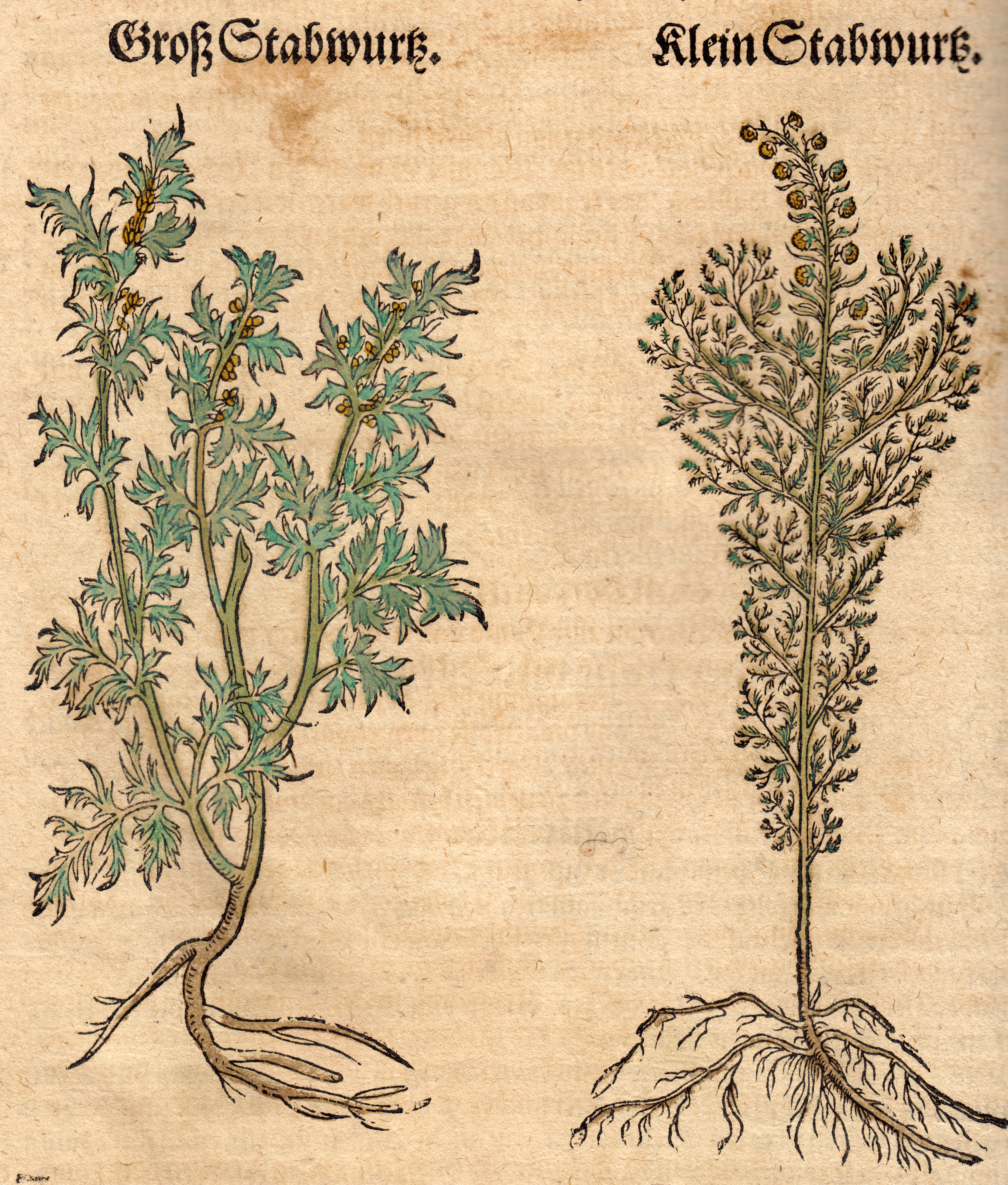
Hieronymus Bock 1546. Links: Artemisia abrotanum. Rechts: Artemisia pontica